# Побоже
Побоже или Побожие (на македонска литературна норма: Побожје) е село в Северна Македония, в община Чучер (Чучер Сандево).

## География
Селото е разположено в областта Църногория - югозападните покрайнини на Скопска Църна гора, северно от столицата Скопие.

## История

### Етимология
Според академик Иван Дуриданов оригиналът на името е Побѫжда, притежателно прилагателно със суфикс -jā ж.р. (тоест вьсь „село“) от личното име *Побѫдъ. Сравнимо е старополското лично име Pobandze. За основата -бѫдъ е сравнимо Збъжде. Афанасий Селишчев отбелязва, че това название е получило нов суфикс, който служи често за образуване на топографични имена: Побуждје > Побужје, а що се отнася до произхода на жд, то е замяна на dj, на което съответства сръбското селищно име Побуђе в областта Тузла. В Милутиновата грамота от 1308 година се среща названието сєло Прѣбоуждоу наред със сєло Банıанє, което се намира в Скопско. Според Дуриданов това може би е паралелно име. Прѣбоужда от старобългарското Прѣбѫжда е също притежателно прилагателно със суфикс -jā ж. р. от славянско лично име *Прѣбѫдъ, засвидетелствано в VII век като Περβοῦνδος - име на славянски вожд в „Чудесата на Свети Димитър“.
Йордан Заимов също смята, че етимологията на името е от глагола „бъда“, като от същия произход са селищните имена Биджево, Стружко, Сбъжди, Охридско, Пребъдеще, Воденско.

### Средновековие
В 1277 година село Побѫжда е споменато във Виргинската грамота на цар Константин Асен от XI век. Около 1300 година грамота на крал Стефан II Милутин споменава оу Побоужди.

### В Османската империя
Побожкият манастир „Рождество Богородично“ е от XIV – XV век, а църквата „Света Петка“ е от 1500 година според надписа на входа, в който името на селото е споменато като сєла Побѹждиıа.
В края на XIX век Побоже е българско село в Скопска каза на Османската империя. Според статистиката на Васил Кънчов („Македония. Етнография и статистика“) от 1900 г. Побоже е село, населявано от 520 жители българи християни.
Почти цялото население на селото е сърбоманско под върховенството на Цариградската патриаршия. Според патриаршеския митрополит Фирмилиан в 1902 година в Побуже има 68 сръбски патриаршистки къщи. По данни на секретаря на Българската екзархия Димитър Мишев („La Macédoine et sa Population Chrétienne“) в 1905 година в Побоже има 64 българи екзархисти и 440 българи патриаршисти сърбомани. В селото функционира българско училище. Според секретен доклад на българското консулство в Скопие всичките 15 от 75 къщи в селото през 1906 година под натиска на сръбската пропаганда в Македония признават Цариградската патриаршия.
При избухването на Балканската война в 1912 година 4 души от Побоже са доброволци в Македоно-одринското опълчение.

### В Сърбия, Югославия и Северна Македония
След Междусъюзническата война в 1913 година селото попада в Сърбия.
На етническата си карта от 1927 година Леонард Шулце Йена показва Побужие (Pobužje) като сръбско село.
На етническата си карта на Северозападна Македония в 1929 година Афанасий Селишчев отбелязва Побужье като българско село.
Според преброяването от 2002 година селото има 591 жители.
| Националност     | Всичко |
| северномакедонци | 423    |
| албанци          | 0      |
| турци            | 0      |
| роми             | 0      |
| власи            | 0      |
| сърби            | 166    |
| бошняци          | 0      |
| други            | 2      |

## Личности
Родени в Побоже
- Стойчо Марков Петов, български общественик, през Първата световна война награден с орден „Св. Александър“ за укрепване на националния дух в Македония[13]